# معركة حقل غاز الشاعر (2016)
معركة حقل غاز الشاعر هي معركة دارت رحاها بين الدولة الإسلامية في العراق والشام (داعش) والحكومة السورية من أجل السيطرة على حقل غاز الشاعر خلال الحرب الأهلية السورية. تُعد هذه المعركة الهجوم الثالث الذي أطلقه تنظيم داعش من أجلِ الاستيلاء على حقل الغاز هذا.

## الهجوم
في الخامس من أيار/مايو 2016؛ استولى داعش مرة أخرى على حقل الشاعر للغاز والذي كان في سيطرة الحكومة منذ المعركة الثانية حولَ هذا الحقل المهم. تسبّب هذا الهجوم في مقتل 34 جنديًا في صفوف النظام مُقابل 16 من مقاتلي داعش سقطوا فوقَ الميدان.
بعدَ أربعة أيام فقط؛ هاجمَ تنظيم داعش حقول النقط القريبة من حقل الشاعر ونجحَ في الاستيلاء على بعضها لكنّه سرعان ما فقدها لصالح النظام الذي صدّ الهجوم وقامَ بهجوم جديد مُعاكس. في الـ 10 من مايو؛ استولى تنظيم داعش على قاعدة عسكرية مهجورة بالقرب من قاعدة التيفور الجويّة فقطعَ بذلكَ طريق الإمداد الرئيسي إلى تدمر ثم عادت القوات الحكومية لاستعادة القاعدة وفتحت معَها طريق الإمداد.
في منتصف أيار/مايو؛ انتشرت عدّة تقارير تُفيد بحصول انفجارات قويّة بلغت شدتها 4.4 على مقياس ريختر وهو ما يُشير إلى تفجير الحقل من قبل مقاتلي التنظيم المُتطرف. لكن وبحلول الـ 30 من أيار/مايو؛ استعادت القوات الحكومية السيطرة على المنطقة بالكامل تقريبًا.

## ما بعد الهُجوم
في أواخر حزيران/يونيو؛ سيطرَ داعش مرة أخرى على منطقة حويسيس؛ وَأظهرت صور ومقاطع فيديو تبادلها وتداولها النشطاء في أوائل شهر يوليو تفجيرات ضخمة قام بها التنظيم المُتشدّد لترهيب باقي الفصائل والنظام. عادت القوات الحكومية مُجددًا للسيطرة على المنطقة وذلكَ في منطقة حويسيس، ثمّ خسرتها مُجددًا خِلالَ هجوم تدمر.